# Рагуба – Нассер-Марса-Брега
Рагуба — Нассер-Марса-Брега — трубопровідна система, що транспортує продукцію лівійського нафтового родовища Рагуба.
Розробка Рагуби почалась в 1963 році, при цьому для видачі його продукції проклали нафтопровід завдовжки 88 км та діаметром 500 мм, який прямував на північний схід та у підсумку приєднувався до 110-го кілометра нафтопроводу Нассер — Марса-Брега.
В подальшому вирішили монетизувати ресурс супутнього газу, значні обсяги якого отримували при розробці Рагуби. Як наслідок, в якийсь момент (але не раніше 1970-го) проклали газопровід завдовжки 88 км та діаметром 500 мм, що передавав ресурс до 110-го кілометру газопроводу Нассер — Марса-Брега.